# 幻世虚構 精霊機導弾 ELEMENTAL GEARBOLT
『幻世虚構 精霊機導弾 ELEMENTAL GEARBOLT』（げんせいきょこう せいれいきどうだん エレメンタル ギアボルト）は、アルファ・システムが開発、ソニー・コンピュータエンタテインメントが発売したコンピュータゲーム。無名世界観作品に含まれており、東方世界（第4世界。本作の事件当時は並び順が違って第5世界に位置していた）が舞台になっている。

## ゲーム概要
ガンシューティングの基本的な要素に加えて、敵を攻撃して得たスコアを消費してレベルアップするというロールプレイングゲーム的要素がある。武装は、高威力で貫通する「炎鳳」、誘導弾の「雷虎」、連射可能な「水蛇」の3種類があり、自由に切り替え可能。スコアを消費せずに高スコアを目指すのも可能で、外すことなく連続して命中させれば多くのスコアを得られる。
スコア上位者100名に賞品があるスコアトライアルが行われた。
通常ゲームプレイだけではゲームやアニメ部分のストーリー展開を理解することができないが、取扱説明書や難易度ノーマル以上をノーコンティニュークリアすることで閲覧可能になる用語集やオーディオドラマ(約24分)から、ゲームやアニメの内容の一部が断片的に解読できるようになっている。それによりプレイヤーキャラクター(主人公)が誰であるかやシーンのあらまし、敵が人が乗り込むロボット兵器であることは理解できるが、どの敵にどの重要キャラクターが乗っているかなどの基本情報の多くもまた明かされない。

## あらすじ
この東方世界には闘争心を持たず身体に「精霊回路」と呼ばれる模様を持つ先住民族スルナカンが住んでいた。しかしワールドクロスした西方世界から入植してきた人種オードによって征服され、オードは支配者階級になり、スルナカンおよび混血人種であるスキカは被差別階級になっていた。
小王国の王子ベルカインは、「セプテントリオン」という異世界の組織の介入の下で生体コンピュータである討論型ネットワークを作り上げて軍備を拡大、遺跡に眠る「彼のもの」（かのもの）を魔術「アルスマグナ」によって目覚めさせて、その影響で世界には雪のように精霊が降るようになり全てのオードをスキカへと変容、スキカ化で混乱した諸国を武力統一した後に、数十年の統治期間をかけて差別の撤廃された平等な理想社会を作ろうと計画して行動を起こしていた。
一方、セプテントリオンと敵対する「世界調査局」の情報武官であるS・タガミは、「世界自立法第208条 未開世界での世界保全の為の最小介入」の範囲内でセプテントリオンの介入に対抗するため、ネットワークに「聖銃」と呼ばれる武器を2丁与えた。S・タガミの思惑通り、人間の脳を繋ぎ合わて作られているネットワークは自己破壊を望み、ネットワークの部品とするべく搬送されていた2人の少女の死体へと聖銃を転移させた。死体に寄生した聖銃は、移動体となった死体が崩壊するまでの48時間以内にネットワークを破壊する使命を果たすべく王都へと進撃した。

## 登場キャラクター
ネル
声：笠原弘子
スキカの双子の姉妹。シーナの姉。子供の頃、お忍びで下町に来ていたベルカインと出会って淡い恋心を抱き、王子と知らずにベルカインについていく約束を交わし、2つに分かれたものは必ず再会するという言い伝えに則ってベルカインからペンダントを受け取ったが、（養）父の処刑により王子に必ず会って復讐することを誓う。後にネットワーク用の部品提供体としてシーナとともに捕縛され死体となって搬送中に、転送されてきた聖銃が寄生して移動体として用いた。そのため、この姉妹は登場時点で既に死亡している。
ベルカインからもらったペンダントは死亡した後も付け続けており、聖銃が寄生した状態でも変わらず付けている。これがエンディングにて、ベルカインにその正体を知らせることになる。
シーナ
声：根谷美智子
スキカの双子の姉妹。ネルの妹。後にネルと共に部品提供体として搬送中だった死体を、転送されてきた聖銃が寄生して移動体として用いた。劇中の回想シーンではネルがペンダントを渡される時に居合わせているが、オーディオドラマではその場にはおらず、後で出会うことになる。
設定資料集のミニ小説では、父処刑後に姉と共に田神と出会う場面や、引き取られた家庭で姉の代わりに舞踏会に出席し、イアルと会話しベルカインを遠目に眺めながら王子と認識している様子が描かれている。胸のペンダントからベルカインの姉への思いに気づいていたが、姉にはそのことも、王子であることも伝えることはなかった。
ベルカイン
声：檜山修之
小王国の王子。スキカであるため奴隷として扱われていたが、第1王子の死によって表向きはオードの王子として王位継承権を得た。子供の頃、お忍びで下町に行った際、ネルと出会って淡い恋心を抱き、ペンダントを割って片割れを渡して町から連れ出す約束をしたが、待ち合わせ場所にネルが現れなかったため、平等な世界を実現してから迎えに行くと誓って、ネルの周りに起きた事件を知らずに町を後にした。最終ボスであるリフトラシールを操縦している。
エンディングにて、ネルがつけていたペンダントによって誰が攻めてきたかを理解したが、その死体にネル本人の意識はなく、聖銃によって操られていることを知ることは無かった。
ジャブグールII世を暗殺する際に、拳銃を使用しているが、これはこの世界のものではなく、別の世界からもたらされたものである。
またリフトラシールと戦闘中、月が見える戦場で戦うが、これはゲーム中の主な舞台である第4世界ではなく、第6世界に入り込んでおり、戦闘後第6世界に残された残骸が、新たな事件を引き起こすこととなる。
イアル
声：田中秀幸
ベルカインの異母兄。母はオードだが王位継承権は持っておらず、ベルカインの右腕としてつき従っている。ベルカインがお忍びで町に滞在したときは、軍警察の工作員としてルーアル達の一派に入り込み、わざと情報を流して王子を暗殺しようとする反乱分子を一網打尽にする作戦に従事していた。最終面中ボスのマルデルを操縦しており、戦死する。
ジャブグールII世
声：滝口順平
小王国の国王。ベルカインとイアルの父親。
レミネア
ベルカインの母親。スルナカンの奴隷。ベルカイン出産の8年後に酔った国王の暴力で死亡した。美しかったため死体はそのままの姿で保存されている。
S・タガミ
オープニングムービーに登場する人物。世界調査局の情報武官。事件当時は世界の状況をレポートにまとめて異世界へと送っていたが、ゲートが閉じ始めて帰ることができなくなったため、夫であるユーリ・A・田神にメッセージを送った後、300年間のコールドスリープをしていた。
ネルの父
声：岸野幸正
イアンの手引きによりベルカインの暗殺を企るが、逆にイアンの手引きで捕縛され、処刑される。実の父ではなく、育ての親。
警官
声：田中一成
男
声：川津泰彦
ミケロ
声：神谷浩史

## ステージ
| SCENE | タイトル         | ボス                                                           |
| ----- | ---------------- | -------------------------------------------------------------- |
| 1     | 悲しき天使の降臨 | 要塞攻略用超重機動歩兵ウォーダン                               |
| 2     | 安息なき龍の湖   | 試作生物兵器ミッドガルド                                       |
| 3     | 忌わしき母の洞窟 | 大型掘削機改造兵器ニートホッグ                                 |
| 4     | 嘆きの平原       | 対地支援専用大型仮装飛翔戦艦アウドムラ                         |
| 5     | 滅びゆく王宮へ   | 廃棄機体イドゥン                                               |
| 6     | 死ぬ為に生まれて | 廃棄機体マルデル リフトラシール（ファフニール） リフトラシール |

## 制作スタッフ
- 佐々木哲哉 - スーパーバイザー
- 須田直樹 - ディレクション、ドラフトプラン
- 永田竜也 - ディレクション、エネミーグラフィクス
- 芝村裕吏 - ストーリー
- 若草恵 - ミュージック
- 米田仁士 - オリジナルキャラクター＆エネミーデザイン
- 嶋丈晴 - エネミーデザイン、エネミーモデル
- 古賀健一 - エネミーグラフィクス
- 可徳和隆 - エネミーモデル、バックグラウンド＆エフェクトデザイン
- 櫻井たけし - バックグラウンド＆エフェクトデザイン
- 中村巧(Chapuni) - プログラム
- Kaoru Koga - プログラム
- 山本耕司 - プログラム
- 田川修 - プログラム
- アニメーションムービー
  - 製作：マッドハウス
  - 総監督：丸山正雄
  - 監督：りんたろう
  - 作画監督：新岡浩美
  - 美術監督：金子英俊
  - キャラクターデザイン：義森義則

## CDドラマ
音楽CD『幻世虚構・精霊機導弾 オリジナルサウンドトラック＆ドラマ』のトラック1に収録。ゲーム内でクリア後解放される音声ドラマサイドストーリーと同じもの。ネルとベルカインの交流が描かれている。
ルーアル
声：岸野幸正
ネルとシーナの父。小王国に反抗する運動家で、ベルカイン王子に町に来るという情報をつかんで暗殺を企てたが、イアルの罠にはまり処刑された。
ミケロ
声：神谷浩史
側近
声：遠藤武
隊長
声：江川央生
警官
声：田中一成
男
声：佐藤浩之、川津泰彦

## 関連書籍
- 攻略本『幻世虚構・精霊機導弾ガイド』 ISBN 4900952699
- 設定資料集『幻世虚構・精霊機導弾 ワールドガイダンス』 ISBN 4797305185